# أوريستيس كارنيزيس
أوريستيس سبايريدون كارنيزيس (باليونانية: Ορέστης Καρνέζης) و (بالإنجليزية: Orestis-Spyridon Karnezis) وهو لاعب كرة قدم يوناني في مركز حراسة المرمى ولد في يوم 11 يوليو 1985 في مدينة أثينا عاصمة اليونان وهو يلعب حالياً مع نادي أودينيزي وسبق له اللعب مع نادي غرناطة وباناثينايكوس ونادي كريت ولعب مع منتخب اليونان لكرة القدم ويبلغ طوله 189 سم.

## روابط خارجية
- أوريستيس كارنيزيس على موقع الاتحاد الدولي (مؤرشف)  (الإنجليزية)
- أوريستيس كارنيزيس على موقع الاتحاد الأوربي (الإنجليزية)
- أوريستيس كارنيزيس على موقع قاعدة بيانات كرة القدم.إي يو (الإنجليزية)
- أوريستيس كارنيزيس على موقع ليكيب (الفرنسية)
- أوريستيس كارنيزيس على موقع ناشيونال فوتبول تيمز (الإنجليزية)
- أوريستيس كارنيزيس على موقع Soccerbase.com (لاعب) (الإنجليزية)
- أوريستيس كارنيزيس على موقع Soccerway.com (الإنجليزية)
- أوريستيس كارنيزيس على موقع عالم كرة القدم.نت (الإنجليزية)
- أوريستيس كارنيزيس على موقع AS.com (الإسبانية)